# Tomice (Petite-Pologne)
Pour les articles homonymes, voir Tomice.
Tomice est une localité polonaise, siège de la gmina de Tomice, située dans le powiat de Wadowice en voïvodie de Petite-Pologne.